# Полл, Дженнифер
Дженнифер Полл (англ. Jennifer Irène Paull, 24 ноября 1944, Ливерпуль) — британская гобоистка, издатель, музыковед. Играет на гобое, гобое д’амур, английском рожке.

## Биография
Урождённая Дженнифер Ирен Шульц (Schulcz). Отец, выходец из Австро-Венгрии (территория нынешней Словакии), поменял фамилию, когда дочери было 5 лет. Мать — шотландско-валлийского происхождения. Дед и дядя (двоюродный брат Артура Кестлера) были крупными издателями. Дженнифер окончила Королевский колледж музыки.
Выступала и записывалась с симфоническим оркестром Би-би-си, филармоническим оркестром Би-би-си, Английским камерным оркестром, Роттердамским филармоническим оркестром, но по большей части концертировала как солистка и сосредоточилась исключительно на гобое д’амур. Музыку для неё писали многие композиторы Великобритании и Австралии — Джон Мак-Кейб, Эдвин Карр, Йен Кейт Харрис и др.
Служила менеджером в известном музыкальном издательстве Novello & Co, работала как менеджер с Бруно Мадерной, Кэти Берберян. В 1990-х создала собственную издательскую фирму Amoris International ( Архивная копия от 5 июля 2012 на Wayback Machine). В 1995—1997 записала четыре диска сочинений для гобоя д’амур от Марена Маре и Телемана до современных композиторов.
Автор статей о музыке Кейджа, Кэти Берберян, Джонатана Харви, об исполнительском искусстве.
Живёт в Швейцарии, неподалёку от Монтрё. Один из сыновей — швейцарский гитарный мастер Патрик Хуфшмид.

## Книги
- Cathy Berberian and the Music’s Muses. Vouvry: Amoris Imprint, 2007.